# نادي المشروع
نادي المشروع الرياضي هو فريق كرة قدم عراقي مقره في بابل تأسس عام 1992، يلعب في الدوري العراقي الدرجة الثانية.

## روابط خارجية
- نادي المشروع على موقع Goalzz.com